# Xestobium plumbeum
Xestobium plumbeum är en skalbaggsart som först beskrevs av Johann Karl Wilhelm Illiger 1801.  Xestobium plumbeum ingår i släktet Xestobium, och familjen trägnagare. Arten har ej påträffats i Sverige.